# La fuitina sbagliata
La fuitina sbagliata è un film del 2018 diretto da Mimmo Esposito, con protagonisti I Soldi Spicci.
Si tratta del primo lungometraggio della coppia comica I Soldi Spicci, composta da Claudio Casisa e Annandrea Vitrano.

## Trama
Claudio e Annandrea sono due ragazzi nativi di Marzandello (luogo immaginario che nella realtà è la città di Castelbuono nelle Madonie), un borgo di montagna siciliano. Rampolli, rispettivamente, di una famiglia produttrice di ricotta e prodotti caseari, e di una famiglia produttrice di cialde per cannoli, sono cresciuti insieme, innamorandosi durante una festa ai tempi del liceo, e per suggellare il loro legame i rispettivi padri hanno prodotto il "cannolo degli innamorati", utilizzando l'immagine del loro amore come sponsor.
Le cose iniziano a mettersi male appena i due giovani si trasferiscono a Palermo per gli studi universitari: Annandrea, infatti, è diligente e studiosa, mentre Claudio è svogliato e perennemente bocciato agli esami. L'immaturità di Claudio irrita Annandrea, che decide di lasciarlo per mettersi con François, il suo professore di francese. L'amore tra i due ragazzi sembra ormai sfiorito, così Claudio e Annandrea tornano a Marzandello per comunicare alle rispettive famiglie, che confidano in un matrimonio tra i due figli per unirsi definitivamente, che quel matrimonio non potrà mai avvenire; durante il pranzo in famiglia Claudio, al quale era stato conferito il compito di comunicare la triste notizia, non riesce nell'intento, chiedendo, anzi, ad Annandrea di sposarlo. È subito festa tra le due famiglie, che avranno finalmente l'occasione di unirsi sotto l'amore dei loro figli, mentre Annandrea, furiosa con Claudio, deve cercare di tenere a bada François, che intanto è irritato dalla situazione di lei, e che al tempo stesso vuole che la ragazza lo presenti alla famiglia come suo fidanzato, e deve, contemporaneamente, cercare di comunicare ai genitori che non ci sarà nessun matrimonio: l'impresa sembra più ardua del solito, quindi Claudio e Annandrea ricorrono a uno stratagemma: faranno credere ai loro genitori che Claudio è sterile, così, vedendo che non potranno avere un nipotino, saranno loro stessi a chiedere ai figli di lasciarsi; le cose si complicano e Annandrea, per non dare un dispiacere ai propri genitori, mente, dicendo di essere incinta di Claudio.
Nel frattempo fervono i preparativi del matrimonio, tutto la cittadina viene a sapere che i due ragazzi si sposeranno presto; a casa Vitrano si presenta François per dire ai genitori di Annandrea della sua relazione con la ragazza: Claudio e Annandrea non possono permettere che François sveli tutto, e così decidono di spacciarlo per un testimone di nozze di Claudio.
I due ragazzi si trovano con le spalle al muro, e decidono di chiedere aiuto prima al prete che celebrerà le nozze e poi al sindaco, che è contrario all'annullamento del matrimonio perché l'immagine dei due innamorati servirà da sponsor per lanciare il "cannolo degli innamorati" in Giappone e per far diventare il paese famoso in tutto il mondo.
Arriva il giorno delle nozze, e durante la cerimonia Claudio racconta la verità a tutta la cittadina: lui e Annandrea si sono lasciati, Annandrea sta ormai con François, e il matrimonio non si può più celebrare. I due ragazzi scappano a bordo di un pullman di scout inseguiti dai loro genitori; approfittando di un momento di distrazione dei capi scout, e vedendo i loro genitori in arrivo, rubano il pullman e portano i giovani scout in spiaggia. Nel frattempo Claudio manda un messaggio a François rivelandogli il luogo in cui si trovano e invitandolo a raggiungerli: il ragazzo, infatti, si è reso conto di amare ancora Annandrea, ma ritiene più giusto che lei vada con il suo nuovo compagno; Annandrea, che ha capito di provare ancora qualcosa per Claudio, è colpita dal gesto del suo ex fidanzato, e decide di tornare da lui.
Le due famiglie appoggiano finalmente i ragazzi nella loro scelta di interrompere la loro relazione, proprio mentre Claudio e Annandrea si stanno domandando come dire ai genitori che si sono innamorati di nuovo.

## Titolo
Il titolo fa riferimento alla fuitina, una fuga che, in passato, due giovani innamorati intraprendevano per ufficializzare la loro unione agli occhi dei propri genitori. Tuttavia, in questa occasione, la fuitina è "sbagliata" perché i due giovani protagonisti anziché fuggire per amore, fuggono "dall'amore".

## Produzione
Le riprese del film sono iniziate nel novembre 2016 e sono durate 5 settimane. Si tratta del secondo film prodotto da Cattleya Lab.
All'interno del film si trova anche la canzone "Va tutto bene" (Meglio tardi che mai, 2016) del duo palermitano "Famiglia del sud" costituito dai fratelli Francesco Riotta e Margherita Riotta.

## Distribuzione
Il trailer del film è stato pubblicato il 27 agosto 2018.
Il film è uscito l'11 ottobre 2018 in 62 sale siciliane e in altre 7 fuori dalla regione. Il 18 ottobre successivo il film è uscito anche in 4 sale a Roma, 1 a Torino e 1 a Milano.
Dall'11 luglio 2019 il film è disponibile in streaming su Prime Video.
Il 9 giugno 2020 il film è andato in onda in prima serata su Rai 2. L'Auditel ha certificato una media di 1.546.000 telespettatori pari al 6,1% di share. Viene quindi reso disponibile anche su RaiPlay per alcuni giorni.
Dal 26 luglio 2020 il film è disponibile su Netflix.

## Accoglienza
Il film, nella prima settimana di programmazione, ha incassato 331.000 euro e ha conquistato la migliore media copie del fine settimana con 6.028 euro.
Dopo due settimane di programmazione, l'incasso del film è di 635.000 euro, risultando così un successo, dato il basso costo e il numero di sale in cui è stato distribuito. Dopo 3 settimane di programmazione, l'incasso del film ammonta a 765.000 euro, diventando uno dei film italiani con maggiore incasso degli ultimi mesi. Dopo 8 settimane di programmazione, l'incasso totale del film è di 877.000 euro.
Il 26 luglio 2020, il film debutta su Netflix alla nona posizione tra i film più visti della giornata in Italia.

## Premi
Il regista del film, Mimmo Esposito, è stato premiato al Capri Hollywood – International Film Festival 2018 come miglior regista esordiente dell'anno.
A giugno 2019, il film viene selezionato per partecipare all'Italian Contemporary Film Festival 2019. Il lungometraggio è stato proiettato il 16 giugno 2019 a Toronto.